# Ira Steven Behr

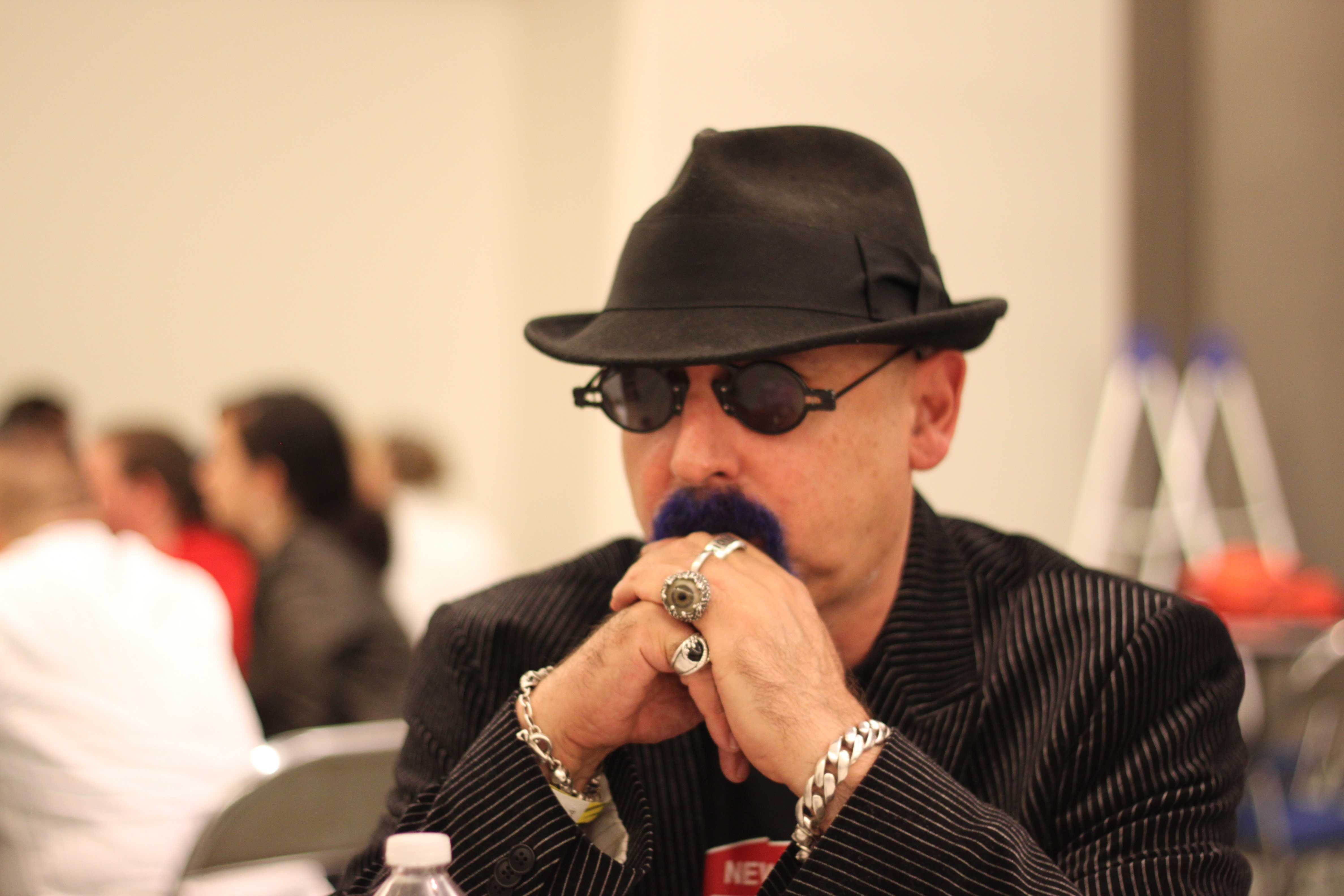
Ira Steven Behr, 2011

Ira Steven Behr (* 23. Oktober 1953 in New York City, New York) ist ein US-amerikanischer Drehbuchautor und Fernsehproduzent. Er ist vor allem durch seine Arbeit als Showrunner, Executive Producer und Autor der Science-Fiction-Fernsehserien Star Trek: Deep Space Nine, 4400 – Die Rückkehrer und Alphas bekannt.

## Leben und Karriere
Behr wuchs in der Bronx als jüdisches Kind auf, wo er die DeWitt Clinton Highschool besuchte, und studierte am Lehman College in New York City Massenkommunikation und Theater. Nach seinem Abschluss ging er nach Los Angeles, um als Drehbuchautor für Fernsehen und Film zu arbeiten. Er schrieb u. a. Folgen für die Serien Jessica Novak (1981), Bret Maverick (1982) und Frank Buck – Abenteuer in Malaysia, bevor er für die Serie Fame – Der Weg zum Ruhm, für die er ab der vierten Staffel (1984) als Autor tätig war, bei der sechsten Staffel erstmals auch als Produzent fungierte.
1989 stieß er im Laufe der dritten Staffel zum Stab von Raumschiff Enterprise – Das nächste Jahrhundert, wo er ebenfalls als Produzent und Autor tätig war, verließ die Serie aber wieder nach nur einem Jahr, weil er sich kreativ eingeschränkt fühlte. 1993 kehrte er auf Betreiben von Serienschöpfer Michael Piller für Star Trek: Deep Space Nine wieder zum Star-Trek-Franchise zurück und blieb für die gesamte Laufzeit von sieben Staffeln. Vom Supervising Producer in der ersten Staffel stieg er zu Beginn der zweiten Staffel zum Co-Executive Producer auf und übernahm schließlich 1995, nach Michael Pillers endgültigem Weggang zum Ende der dritten Staffel, die Aufgabe des Showrunners und Executive Producers. Darüber hinaus schrieb er mehr als 50 Folgen, lenkte die Serie in eine für Star Trek bis dahin ungewöhnliche Richtung mit langen, staffelübergreifenden Handlungsbögen und Kriegsszenarien und prägte die Entwicklung diverser Star-Trek-Völker, wie z. B. der Ferengi.
Nach dem Ende von Star Trek: Deep Space Nine (1999) war er Showrunner der kurzlebigen Comedyserie Bob Patterson und der Twilight-Zone-Neuauflage von 2002, bis er schließlich vier Jahre lang, von 2004 bis 2007, als Executive Producer und Drehbuchautor an allen vier Staffeln der Science-Fiction-Serie 4400 – Die Rückkehrer mitwirkte. Zu den weiteren Serien, für die er als Showrunner und Autor verantwortlich zeichnete, gehören L.A. Crash mit Dennis Hopper und die erste Staffel von Alphas. Für Outlander arbeitete er erstmals seit Star Trek: Deep Space Nine wieder mit Ronald D. Moore zusammen, der Showrunner der Serie ist. Behr war (Co-)Executive Producer der ersten beiden Staffeln (2014–2016) und schrieb mehrere Drehbücher.
Zum 25-jährigen Jubiläum der Premiere von Star Trek: Deep Space Nine kreierte und produzierte Behr den durch Crowdfunding finanzierten Dokumentarfilm What We Left Behind, eine Dokumentation über die Serie mit Interviews mit Cast, Crew, Produzenten und Autoren, der im Oktober 2018 Weltpremiere hatte. Nach dem Ausstieg von Adam Nimoy als Regisseur, übernahm Behr zusammen mit Co-Produzent David Zappone auch die Co-Regie.

## Privatleben
Behr ist verheiratet und hat zwei Kinder.

## Werke

### Filmografie (Auswahl)
(P: als Produzent, D: als Drehbuchautor, R: als Regisseur)
- 1981: Jessica Novak (D)
- 1982: Bret Maverick (D: Folge 1x07 Unruhige Zeiten)
- 1982: Seven Brides for Seven Brothers (D: Folge 1x10 The Election)
- 1982: Frank Buck – Abenteuer in Malaysia (Bring ’Em Back Alive, D: Folge 1x03 Der Stern von Hassam)
- 1984–1987: Fame – Der Weg zum Ruhm (Fame; P, D)
- 1988: The Bronx Zoo (P, D: Folge 2x12 A Day in the Life)
- 1989–1991: Raumschiff Enterprise – Das nächste Jahrhundert (Star Trek: The Next Generation; P: 18 Folgen, D: 3 Folgen)
- 1990: The Outsiders (D: Folge 1x13 Union Blues)
- 1991: Beyond Reality (D: Folge 1x04 Return Visit)
- 1993–1999: Star Trek: Deep Space Nine (P, D)
- 2001: Bob Patterson (P, D)
- 2002: Dark Angel (P: 7 Folgen, D: 1 Folge)
- 2002–2003: Twilight Zone (The Twilight Zone) (P, D)
- 2004–2006: Dr. Vegas (P: 6 Folgen, D: 1 Folge)
- 2004–2007: 4400 – Die Rückkehrer (The 4400; P, D)
- 2008–2009: L.A. Crash (Crash; P, D)
- 2011: Alphas (P, D)
- 2014–2016: Outlander (P, D)
- 2017: Lucky (Spielfilm, P)
- 2018: What We Left Behind: Looking Back at Deep Space Nine (Dokumentarfilm; P, R)

### Bücher
Behr schrieb zwei Star-Trek-Bücher, die beide während seiner Zeit als Produzent und Autor von Deep Space Nine erschienen.
- The Ferengi Rules of Acquisition. By Quark as told to Ira Steven Behr, Pocket Books, 1995
  - Star Trek – Deep Space Nine: Die Erwerbsregeln der Ferengi, von Quark weitergegeben an Ira Steven Behr. Übersetzung: Ralph Sander. Heyne, München 1997. ISBN 978-3-453-12120-1
- (mit Robert Hewitt Wolfe) Legends of the Ferengi. By Quark as told to Ira Steven Behr and Robert Hewitt Wolfe, Pocket Books, 1997
  - Star Trek – Deep Space Nine: Die Mythen und Legenden der Ferengi, von Quark weitergegeben an Ira Steven Behr und Robert Hewitt Wolfe. Übersetzung: Ralph Sander. Heel Verlag, Königswinter 2000. ISBN 978-3-89365-879-4

## Auszeichnungen
Hugo Award
- 1997: Nominierung als einer der Autoren der Deep Space Nine-Folge Immer die Last mit den Tribbles (Trials and Tribble-ations) (Best Dramatic Presentation)

Emmy Award
- 2005: Nominierung als einer der Produzenten von 4400 – Die Rückkehrer (Outstanding Miniseries)